# Geoffrey Samuel
Geoffrey Samuel ( * 1898 - 1985) fue un botánico, micólogo, y fitopatólogo australiano, que fue docente en la Universidad de Adelaida, y perteneció al Laboratorio de Fitopatología, del Ministerio de Agricultura y Pesca de Australia

## Algunas publicaciones
- 1923. Some new records of Fungi for South Australia: together with a description of two new species of Puccinia. pt. II. Parte 2

Nº 36 de reimpresos de Adelaide University. 15 pp.
- 1926. Note on the distribution of mycorrhiza. Trans. Royal Soc. I
- 1926. On the shot-hole disease caused by Clasterosporium carpophilum, and on the `shot-hole' effect
- geoffrey Samuel, john grieve Bald, h.a. Pittman. 1937. Investigations on spotted wilt of tomatoes. Nº 44; Nº 54; Nº 106, del Bulletin (Council for Scientific and Industrial Research (Australia).

### Libros
- -------. 1931. Tomato diseases in South Australia and how to control them: with special reference to glasshouse tomato culture. Nº 249 de Bulletin, South Australia. Dto. de Agricultura. 71 pp.
- -------. john grieve Bald. 1933. On the use of the primary lesions in quantitative work with two plant viruses. 30 pp.

- La abreviatura «Samuel» se emplea para indicar a Geoffrey Samuel como autoridad en la descripción y clasificación científica de los vegetales.[2]